# Giovanni Falcone (film)
Pour les articles homonymes, voir Falcone (homonymie).

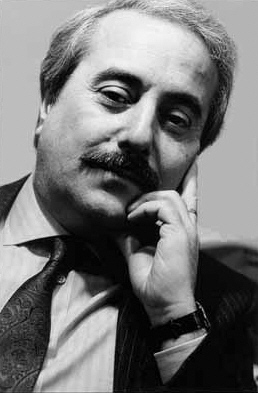
Giovanni Falcone

Giovanni Falcone est un film dramatique et biographique écrit et réalisé par Giuseppe Ferrara sorti en 1993. Il est basé sur des événements réels de la vie du magistrat Giovanni Falcone qui a été tué par la mafia en 1992.

## Fiche technique
- Titre : Giovanni Falcone
- Réalisation : Giuseppe Ferrara
- Scénario : Armenia Balducci, Giuseppe Ferrara
- Production : Giovanni Di Clemente
- Photographie : Claudio Cirillo
- Distribution: Michele Placido, Anna Bonaiuto, Massimo Bonetti, Nello Riviè , Gianni Musy
- Musique : Pino Donaggio
- Montage : Ruggero Mastroianni

## Distribution
- Michele Placido : Giovanni Falcone
- Anna Bonaiuto : Francesca Morvillo
- Giancarlo Giannini :Paolo Borsellino
- Massimo Bonetti : Ninni Cassarà
- Nello Riviè : Rocco Chinnici
- Gianni Musy : Tommaso Buscetta
- Marco Leto : Antonino Caponnetto
- Paolo De Giorgio : Calogero Zucchetto
- Antonio Cantafora : Totuccio Inzerillo
- Pietro Biondi : le Dottore (Bruno Contrada)
- Nino d'Agata : Totuccio Contorno
- Fabrizio Gifuni : Roberto Antiochia
- Gianfranco Barra : Vincenzo Geraci
- Roberto Nobile : Juge Di Pisa
- Arnaldo Ninchi : Salvo Lima
- Giampiero Bianchi : Claudio Martelli
- Giovanni Pallavicino : Vito Ciancimino
- Luigi Angelillo : Ignazio Salvo
- Francesco Bellomo : Francesco Marino Mannoia
- Ivana Monti : Marcelle Padovani
- Gaetano Amato : Luciano Liggio